# Carmen García Montaño
Carmen Alicia García Montaño (Calexico, California, Estados Unidos) es una activista cultural y política mexicana, en 2007 fue candidata a Gobernadora de Baja California por el Partido Alternativa Socialdemócrata y Campesina.
Carmen García Montaño es Licenciada en Historia egresada de la Universidad Autónoma de Baja California. Durante gran parte de su vida se ha dedicado a actividades de difusión cultural, principalmente en Tijuana, así como en diversos organismos de carácter civil.